# Група сріблястих смерек
Гру́па срібля́стих смере́к — ботанічна пам'ятка природи місцевого значення в Україні. Розташована в межах міста Дрогобича Львівської області, на вулиці Стрийській, 443. 
Площа 0,02 га. Статус надано 1984 року. Перебуває у віданні Дрогобицького комбінату комунальних підприємств. 
Статус надано з метою збереження кількох екземплярів сріблястих смерек.

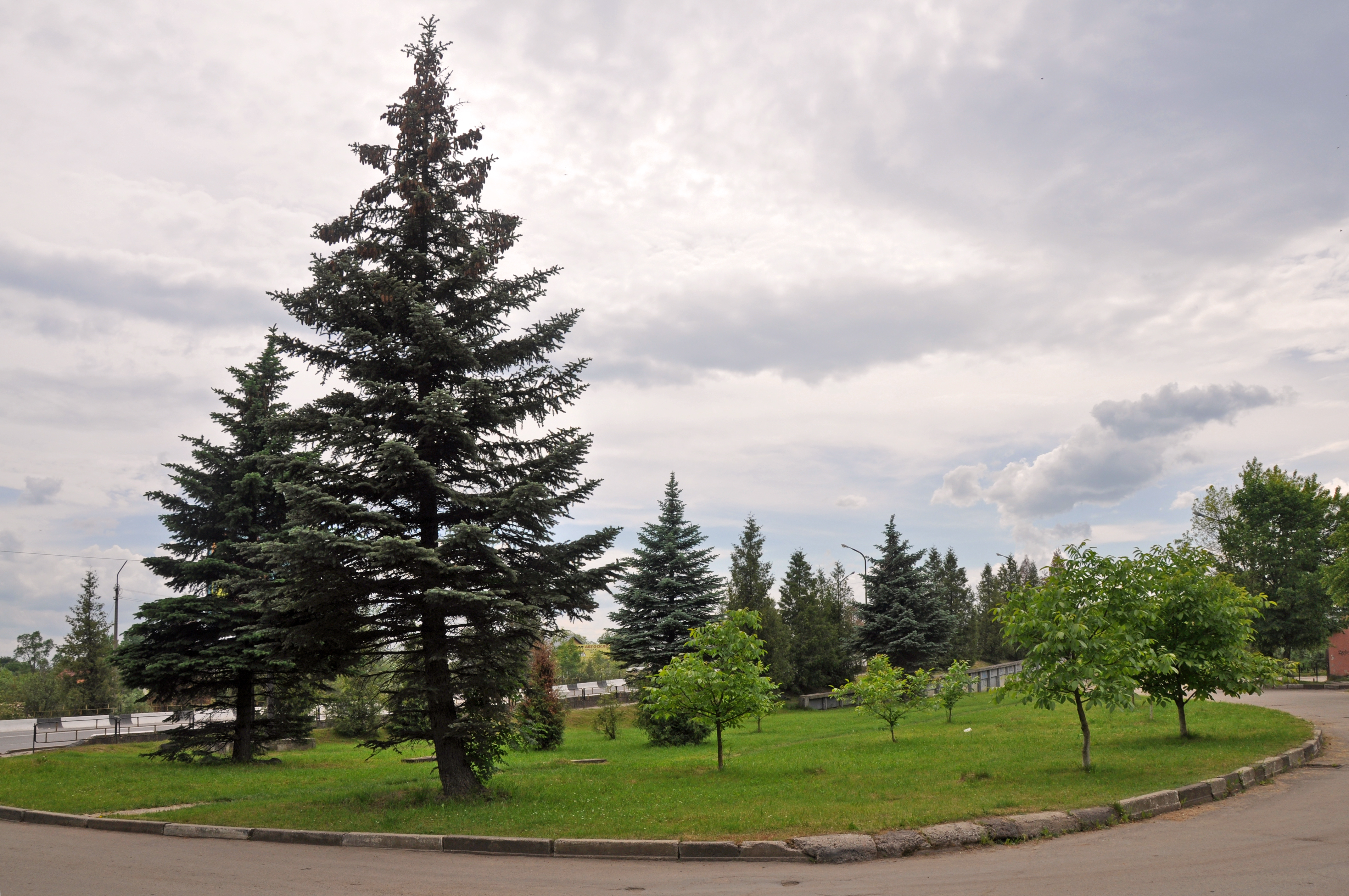
Сріблясті смереки